# Virut
 (juillet 2019).
Si vous disposez d'ouvrages ou d'articles de référence ou si vous connaissez des sites web de qualité traitant du thème abordé ici, merci de compléter l'article en donnant les références utiles à sa vérifiabilité et en les liant à la section « Notes et références ».
Virut est un logiciel malveillant, comportant des fonctionnalités de virus et de ver découvert en avril 2007. Les ordinateurs infectés par Virut sont transformés en machine zombie et ajoutés à un botnet.

## Propagation
Le virus se propage notamment via des cracks piégés, via de faux sites et les logiciels P2P. Il se propage également, dans une moindre mesure, via des exploits permettant d'infecter automatiquement les ordinateurs vulnérables visitant une page WEB piégée. Son icône imite celle d'un dossier Windows ou d'un programme légitime de manière à tromper l'utilisateur.

## Charge
Une fois exécuté, le virus devient résident et injecte le fichier winlogon.exe. Il infecte par la suite les fichiers .exe et .scr du PC, c'est-à-dire les exécutables, et se propage dans les médias amovibles. Il infecte notamment les processus système, smss.exe, csrss.exe et d'autres, ce qui lui permet de se camoufler. Ensuite, il donne un nom spécial au fichier infecté d'origine de manière à être sûr qu'il est le seul à être exécuté. Enfin, le virus ouvre une porte dérobée via IRC et attend des instructions malveillantes.

## Désinfection
Ce virus est très difficile à éliminer du fait de sa propagation rapide au sein du système, rendant certains fichiers essentiels au bon fonctionnement de Windows impossible à désinfecter sans les endommager. Les PC infectés recourent souvent au formatage. Cependant, Kaspersky, DrWeb et AVG ont développé des petits logiciels de désinfection,,. L'utilisation d'un LiveCD est fréquente afin d'endiguer la propagation de l'infection.